# C.J. Beathard
Casey Jarrett Beathard (Franklin, 16 novembre 1993) è un giocatore di football americano statunitense che milita nel ruolo di quarterback per i Jacksonville Jaguars della National Football League (NFL).

## Carriera

### San Francisco 49ers
Beathard al college giocò a football con gli Iowa Hawkeyes dal 2013 al 2016. Fu scelto dai San Francisco 49ers nel corso del terzo giro (104º assoluto) del Draft NFL 2017. Debuttò come professionista subentrando dopo un'altra prova negativa di Brian Hoyer nel primo tempo del sesto turno contro i Washington Redskins. Beathard passò 245 yard, un touchdown e subì un intercetto, sfiorando la vittoria in rimonta. Alla fine della gara fu nominato nuovo quarterback titolare dall'allenatore Kyle Shanahan. Nella prima gara da partente passò 235 yard e segnò un touchdown su corsa ma perse anche due fumble e San Francisco fu sconfitta nettamente contro i Dallas Cowboys per 40-10.
A novembre, i 49ers acquisirono in uno scambio il quarterback Jimmy Garoppolo ma Beathard continuò a partire come titolare e nel decimo turno colse la prima vittoria come professionista contro i New York Giants passando 288 yard, 2 touchdown e segnando una terza marcatura su corsa. Due settimane dopo, nella sconfitta contro i Seattle Seahawks, fu costretto a lasciare la gara nel finale per un infortunio, venendo sostituito da Garoppolo. A partire dalla gara successiva fu quest'ultimo ad essere nominato titolare, rimanendolo per il resto della stagione. La stagione di Beathard si chiuse così con 1.430 yard passate, 4 touchdown e 6 intercetti subiti in 7 presenze.
Il 22 dicembre 2020, Beathard fu nominato titolare per la gara della settimana 16 contro gli Arizona Cardinals a causa di un infortunio a un gomito di Nick Mullens. In quella partita passò 182 yard e 3 touchdowns portando i 49ers alla vittoria per 20–12.

### Jacksonville Jaguars
Il 24 marzo 2021 Beathard firmò un contratto biennale con i Jacksonville Jaguars.

## Palmarès
- National Football Conference Championship: 1

San Francisco 49ers: 2019